# Andrea Mayr

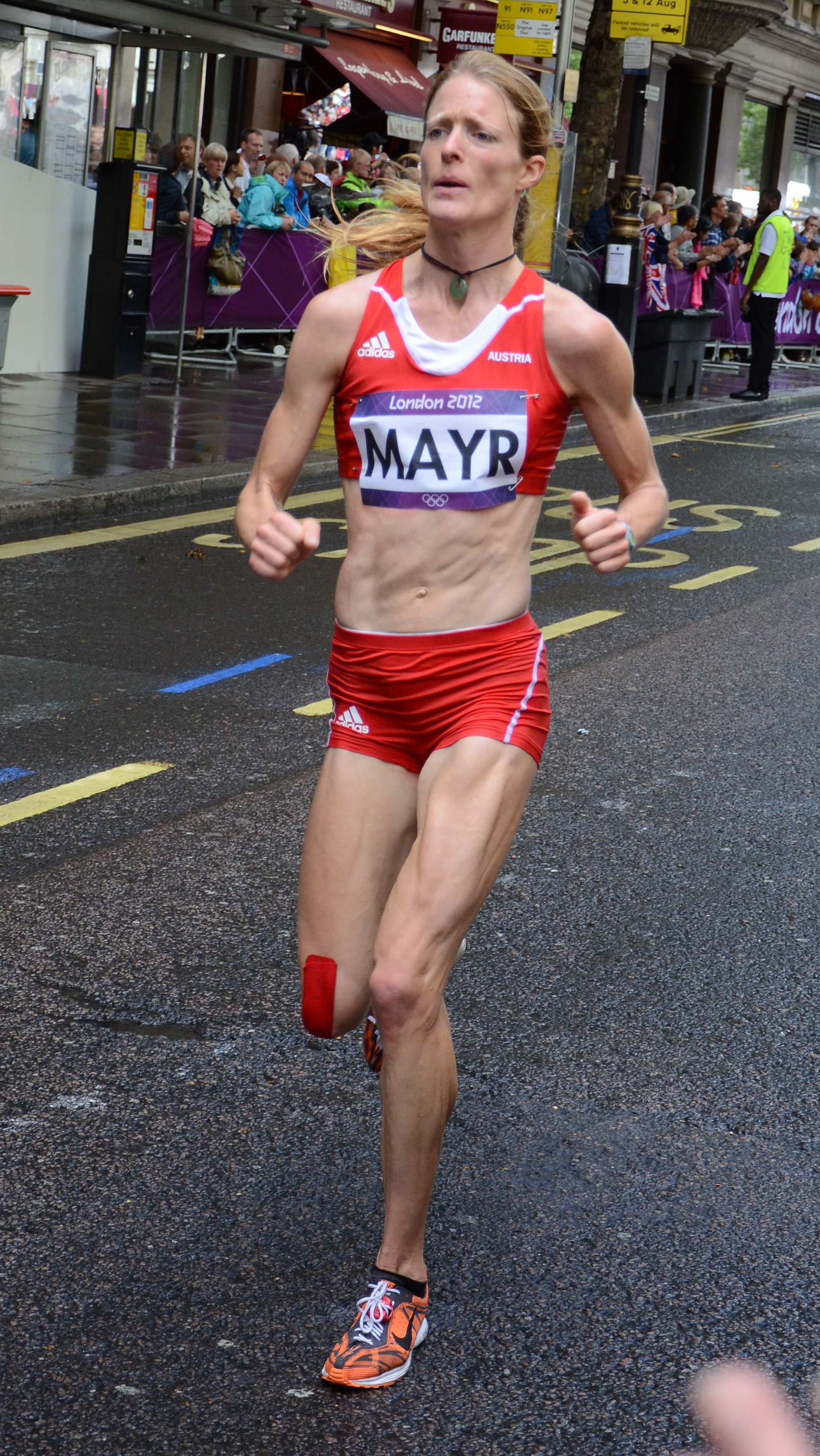
Mayr w czasie biegu na igrzyskach w Londynie

Andrea Mayr (ur. 15 października 1979 w Wels) – austriacka biegaczka długodystansowa i biegaczka górska, uczestniczka igrzysk olimpijskich w Londynie i Rio de Janeiro.

## Kariera

### Mistrzostwa świata, Europy
Mayr jest zarówno mistrzynią świata (z lat 2006, 2008, 2010, 2012, 2014, 2016), jak również mistrzynią Europy (2005, 2013, 2014, 2015) w biegu górskim i najbardziej utytułowanym sportowcem w historii tej konkurencji. 

### Mistrzostwa Austrii
Wielokrotna mistrzyni Austrii, m.in. w biegu na 10 km i 3000 m z przeszkodami. 

#### Zwycięstwa
| Konkurencja             | Lata                                           |
| ----------------------- | ---------------------------------------------- |
| bieg na 1500 m          | 2007                                           |
| bieg na 5000 m          | 2008                                           |
| bieg na 10 000 m        | 2003, 2004, 2006, 2007, 2008, 2010, 2011, 2014 |
| bieg na 10 km           | 2006, 2011, 2014, 2016                         |
| bieg na 1500 m (w hali) | 2007, 2008                                     |
| bieg na 3000 m (w hali) | 2003–2005, 2007, 2008, 2011                    |
| 3000 m z przeszkodami   | 2001, 2003, 2004, 2006–2010                    |
| półmaraton              | 2008, 2010, 2013                               |
| biegi górskie           | 2002, 2003, 2006, 2009, 2012–2016              |

### Igrzyska olimpijskie
Kwalifikację na igrzyska w Londynie uzyskała 30 października 2011 w maratonie frankfurckim z czasem 2:32:33. W biegu maratońskim na igrzyskach 5 sierpnia 2012 roku zajęła 54. miejsce z czasem 2:34:51.
Kwalifikację do igrzysk olimpijskich w 2016 roku udało jej się wywalczyć w październiku 2015 roku (jak w roku 2011) w maratonie frankfurckim z czasem 2:33:28. W biegu olimpijskim zajęła 64. pozycję, dobiegając do mety 2 godziny, 41 minut i 52 sekundy od startu. 

## Informacje
Prócz biegów dalekodystansowych uprawia również duathlon. W 2011 roku wyróżniona została Odznaką Honorową za Zasługi dla Republiki Austrii.